# 羅威爾撞擊坑 (月球)

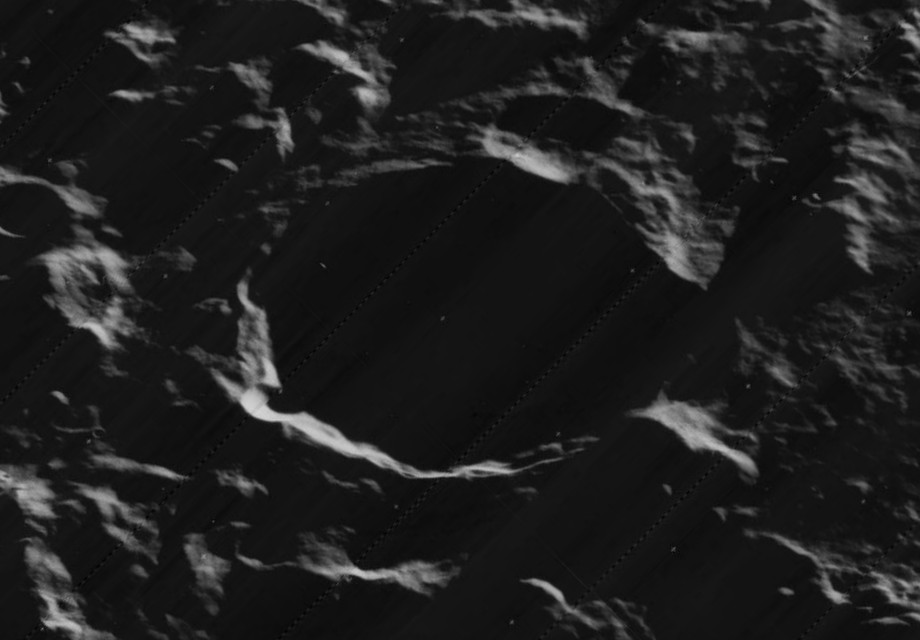
月球轨道器5号拍摄的位于月球晨昏圈附近的罗威尔环形山

罗威尔环形山（Lowell）是位于月球背面鲁克山脉西北的一座大撞击坑，约形成于38-32亿年前的晚雨海世，其名称取自美国商人、东方学家、外交官、天文学家暨数学家帕西瓦尔·罗威尔(1855年-1916年)，1970年被国际天文学联合会正式接受。

## 描述
该陨坑西北偏北靠近格拉乔夫陨石坑、东北毗邻更大的蒙德环形山，较小的伊林陨石坑和弗里克塞尔陨石坑分别位于它的东面和东南偏东南，而它的西北则绵延着巨大的科迪勒拉山脉，东南面坐落了广袤的东方海。陨坑中心月面坐标为12°58′S 103°25′W / 12.97°S 103.42°W，直径62.65公里，深约2.73公里。
罗威尔环形山外观大体圆状，几乎未受到明显的撞击磨损，坑壁边沿尖峭、清晰，东南壁横跨了一座醒目的小杯状坑，沿内侧壁分布有一些阶坡状结构，其中西侧内壁比东侧更宽坦。该陨坑坑壁最大高出周边地形1230米，内部容积约为3368.72公里3，坑内地表相对平坦，中心点附近坐落了一座由含85-90%斜长石的辉长-苏长-橄长斜长岩(GNTA1)和含80-85%斜长石的辉长-苏长-橄长斜长岩(GNTA2)及钙长辉长岩(AG)构成的中央峰。

## 卫星环形山
按惯例，在月面图上以字母标示在靠近罗威尔环形山的卫星坑旁：

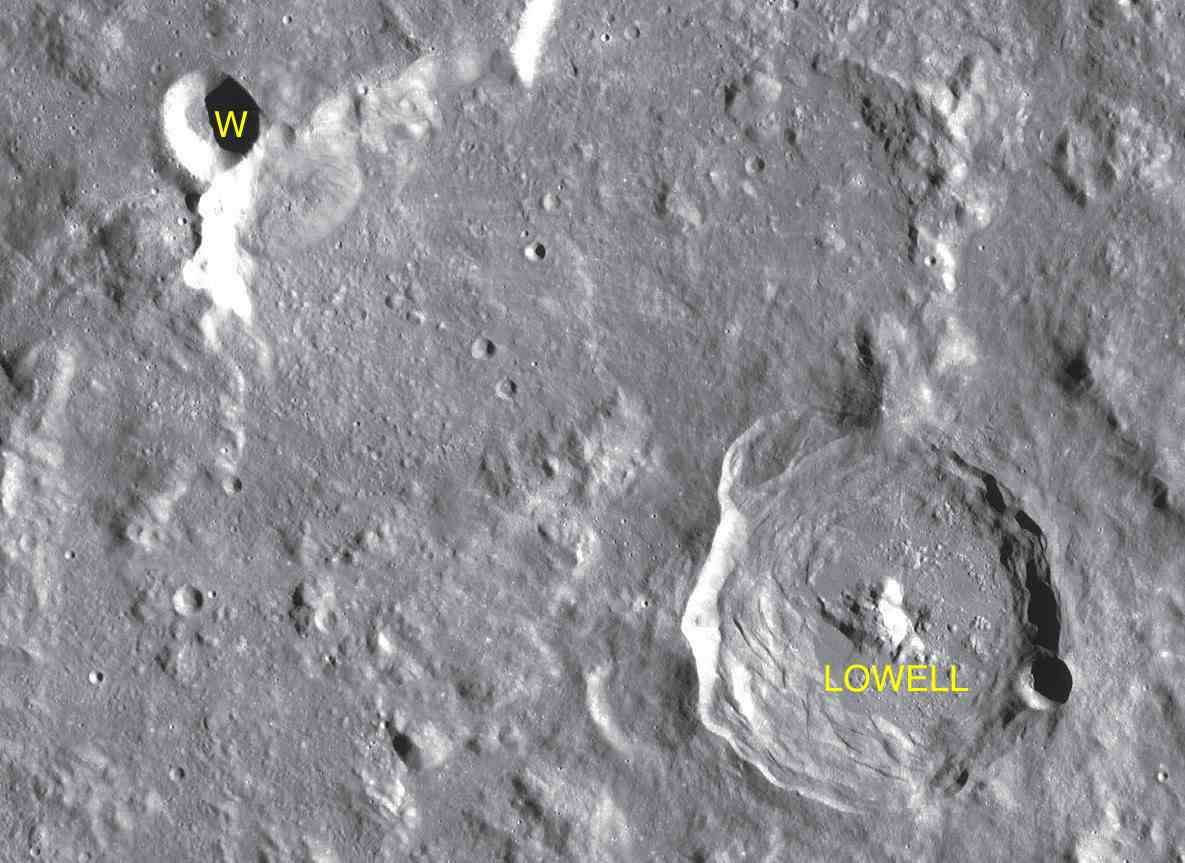
LAC-90 区域图

| 罗威尔 | 纬度    | 经度     | 直径   |
| ------ | ------- | -------- | ------ |
| W      | 10.0° S | 107.0° W | 18公里 |

## 另请参阅
- Andersson, L. E.; Whitaker, E. A. . NASA RP-1097. 1982.
- Blue, Jennifer. . USGS. July 25, 2007  [2007-08-05]. （原始内容存档于2018-12-25）.
- Bussey, B.; Spudis, P. . New York: Cambridge University Press. 2004. ISBN 978-0-521-81528-4.
- Cocks, Elijah E.; Cocks, Josiah C. . Tudor Publishers. 1995. ISBN 978-0-936389-27-1.
- McDowell, Jonathan. . Jonathan's Space Report. July 15, 2007  [2007-10-24]. （原始内容存档于2018-12-25）.
- D. H. Menzel, M. Minnaert, B. Levin, A. Dollfus, B. Bell. . Space Science Reviews. 1971-06-01, 12 (2): 136–186  [2018-04-02]. ISSN 0038-6308. doi:10.1007/bf00171763. （原始内容存档于2021-01-26） （英语）.
- Moore, Patrick. . Sterling Publishing Co. 2001. ISBN 978-0-304-35469-6.
- Price, Fred W. . Cambridge University Press. 1988. ISBN 978-0-521-33500-3.
- Rükl, Antonín. . Kalmbach Books. 1990. ISBN 978-0-913135-17-4.
- Webb, Rev. T. W.  6th revision. Dover. 1962. ISBN 978-0-486-20917-3.
- Whitaker, Ewen A. . Cambridge University Press. 1999. ISBN 978-0-521-62248-6.
- Wlasuk, Peter T. . Springer. 2000. ISBN 978-1-85233-193-1.